# جواب (ولاية المدية)
جواب اٍحدى بلديات دائرة السواقي ولاية المدية بالجزائر. تقع في الجنوب الشرقي للولاية ناحية شلالة العذاورة شمالا.